# 張綽
張綽（1451年—？），字本寬，福建龍溪縣人，民籍，明朝政治人物。

## 生平
福建鄉試第四十九名，弘治六年（1493年）癸丑科進士第二甲第五十四名。官至刑部郎中。

## 家族
曾祖張琮；祖父張裕季；父張拱，母方氏。具慶下。